# Jump (For My Love)
"Jump (For My Love)" é o terceiro single de The Pointer Sisters, do álbum Break Out de 1983.

## Desempenho nas paradas
"Jump (For My Love)" se tornou um grande hit das The Pointer Sisters, alcançando o terceiro lugar, atrás de "Dancing in the Dark" de Bruce Springsteen e "When Doves Cry" de Prince.
| Parada (1984)            | Posição mais alta |
| ------------------------ | ----------------- |
| Canadian Singles Chart   | 4                 |
| Billboard Hot 100        | 3                 |
| UK Singles Chart         | 6                 |
| Australian Singles Chart | 8                 |
| German Singles Chart     | 20                |
| Ireland Singles Chart    | 2                 |
| Dutch Top 40             | 10                |

## Versão de Girls Aloud
"Jump" é o título do quarto single do grupo pop britânico Girls Aloud, o primeiro do seu segundo álbum de estúdio, What Will the Neighbours Say?, incluído também na reedição do seu primeiro álbum, Sound of the Underground. O single foi lançado no Reino Unido em 17 de novembro de 2003 pela gravadora Polydor. A música é uma regravação da canção "Jump (For My Love)" da banda americana The Pointer Sisters.

### Lançamento e recepção
Em 2003, as Girls Aloud regravaram a música "Jump (For My Love)" para a trilha sonora do filme Love Actually. Em 17 de novembro de 2003, Jump foi lançada. Os b-sides do single são duas faixas do álbum Sound of the Underground, e uma regravação da música tema do filme Grease, incluída no coletânea Grease Mania.
A versão do grupo para "Jump" não foi veiculada na versão original de Love Actually, mas sim a versão das The Pointer Sisters, devido ao público americano ignorar as Girls Aloud. No entanto, a versão da banda é usada na trilha sonora da versão britânica do filme.

### Sobre o videoclipe
O vídeo começa com as garotas entrando escondidas pela janela de um quarto, sobem em uma cama e com copos, tentam ouvir o que está acontecendo do outro lado da parede. Depois saem do quarto, e vão escondidas por corredores e escadas, se esquivando das pessoas que passam por ali, até uma sala onde havia uma espécie de "conferência". Com lanternas, observam documentos e papéis. Depois voltam ao quarto do início, e o vídeo acaba com todas saindo pela mesma janela que entraram no começo.
O vídeo de "Jump" foi feito para ser exibido junto com cenas do filme Love Actually. Existe uma versão do vídeo sem cenas do filme, que pode ser encontrada no DVD do grupo, Girls On Film.

### Faixas e formatos
Esses são os principais formatos lançados do single de "Jump":
CD1
1. "Jump" - 3:39
2. "Girls Allowed" - 3:26
3. "Grease" - 3:25

CD2
1. "Jump" - 3:39
2. "Love Bomb" - 2:52
3. "Jump" (Almighty Vocal Mix) - 7:34

Cassette Single britânico/CD Single europeu
1. "Jump" - 3:39
2. "Girls Allowed" (Almighty Vocal Mix) - 6:15

### Versões
Essas são as versões oficiais e remixes lançados:
| Versões             | Álbum/Single |
| ------------------- | --- |
| Album Version       | "Jump" single, Sound of the Underground (relançamento), What Will the Neighbours Say?, The Sound of Girls Aloud, Love Actually - (trilha sonora) |
| Almighty Vocal Mix  | "Jump" single, Mixed Up |
| Flip 'n' Fill Remix | "The Show" single |
| Video               | Girls on Film (DVD), Style (DVD) |
| Almighty Remix      | "Long Hot Summer" single |

### Desempenho nas paradas
"Jump" estreou em segundo lugar no UK Singles Chart, atrás apenas da canção "Mandy", de Westlife, passando, no total, 11 semanas no Top 40. Também foi o último single do grupo a aparecer nas paradas dos Países Baixos.
| Parada (2003/2004)       | Posição |
| ------------------------ | ------- |
| Australian Singles Chart | 23      |
| Top 40                   | 6       |
| Greek Singles Chart      | 2       |
| Ireland Singles Chart    | 2       |
| RIANZ Charts             | 13      |
| Top 40                   | 8       |
| UK Singles Chart         | 2       |
| Swedish Singles Chart    | 9       |
| Swiss Singles Chart      | 58      |

Parada de final de ano (2004)
| Parada           | Posição |
| ---------------- | ------- |
| UK Singles Chart | 42      |

Trajetória